# John Emerich Edward Dalberg-Acton
Sir John Emerich Edward Dalberg-Acton comunemente conosciuto come Lord Acton (Napoli, 10 gennaio 1834 – Tegernsee, 19 giugno 1902) è stato uno storico e politico britannico.
Fu insignito del Knight Commander of the Royal Victorian Order.
Prestigioso esponente del cattolicesimo liberale, ebbe un importante ruolo nel dibattito ottocentesco sul rapporto tra Chiesa cattolica e liberalismo.

## Biografia

### Origini familiari
Il nonno di Lord Acton, John Francis Edward Acton, che fu primo ministro del regno di Napoli, discendeva da un ramo cadetto della famiglia che si era trasferito prima in Francia e poi in Italia. Quando si estinse il ramo principale, nel 1791, John Francis Edward Acton ereditò il titolo di baronetto di Aldenham e i possedimenti nello Shropshire. 
Suo figlio maggiore, Richard, futuro padre di Lord Acton, sposò Marie Louise Pelline, figlia ed erede di Emmerich Joseph von Dalberg, duca di Dalberg, un nobile di antico lignaggio tedesco, naturalizzato francese, che entrò al servizio della Francia sotto Napoleone e rappresentò Luigi XVIII al Congresso di Vienna nel 1814; la moglie, rimasta vedova nel 1837 si risposò con Granville George Leveson-Gower, II Conte di Granville (1840). Attraverso la moglie del duca di Dalberg, Pellina Brignole-Sale, Lord Acton divenne infine l'erede del dormiente Marchesato di Groppoli. Nel 1865 Lord Acton sposò la Contessa Marie Anna Ludomilla Euphrosina von Arco auf Valley, figlia del Conte Bavarese Maximilian von Arco auf Valley, che gli diede sei figli.

### Istruzione
Proveniente da un lato dagli italo-inglesi Acton, dall'altro dall'antica famiglia Dalberg, cattolica e cosmopolita, crebbe poliglotta: parlava perfettamente italiano, francese, tedesco e inglese. Il giovane Acton fu istruito al St Mary's College di Oscott, un seminario cattolico, sotto Nicholas Patrick Stephen Wiseman fino al 1848 e poi a Edimburgo dove studiò privatamente. A Monaco, Acton abitò nella casa di Johann Joseph Ignaz von Döllinger, il grande studioso che diede un importante contributo alla dottrina e allo sviluppo della Chiesa vetero-cattolica. Tra i due nacque un'amicizia che durò tutta la vita. Egli tentò di ottenere l'ammissione all'Università di Cambridge, aspirazione impossibile per un cattolico a quel tempo, quindi seguì gli insegnamenti di Döllinger, che gli trasmise un grande amore per la ricerca storica intesa come strumento critico.
Cominciò in giovane età a collezionare una magnifica biblioteca storica, con l'obiettivo (mai realizzato) di scrivere una grande "Storia della libertà". In politica, egli fu sempre un ardente Liberal. Acton passò molto tempo nei principali centri intellettuali Europei e negli Stati Uniti, stringendo legami di amicizia con personalità come Charles de Montalembert, Alexis de Tocqueville, Fustel de Coulanges, Bluntschli, Heinrich von Sybel e Leopold von Ranke. Egli fu addetto alla missione di Lord Granville a Mosca, in rappresentanza Britannica all'incoronazione dello zar Alessandro II nel 1856.

### L'America

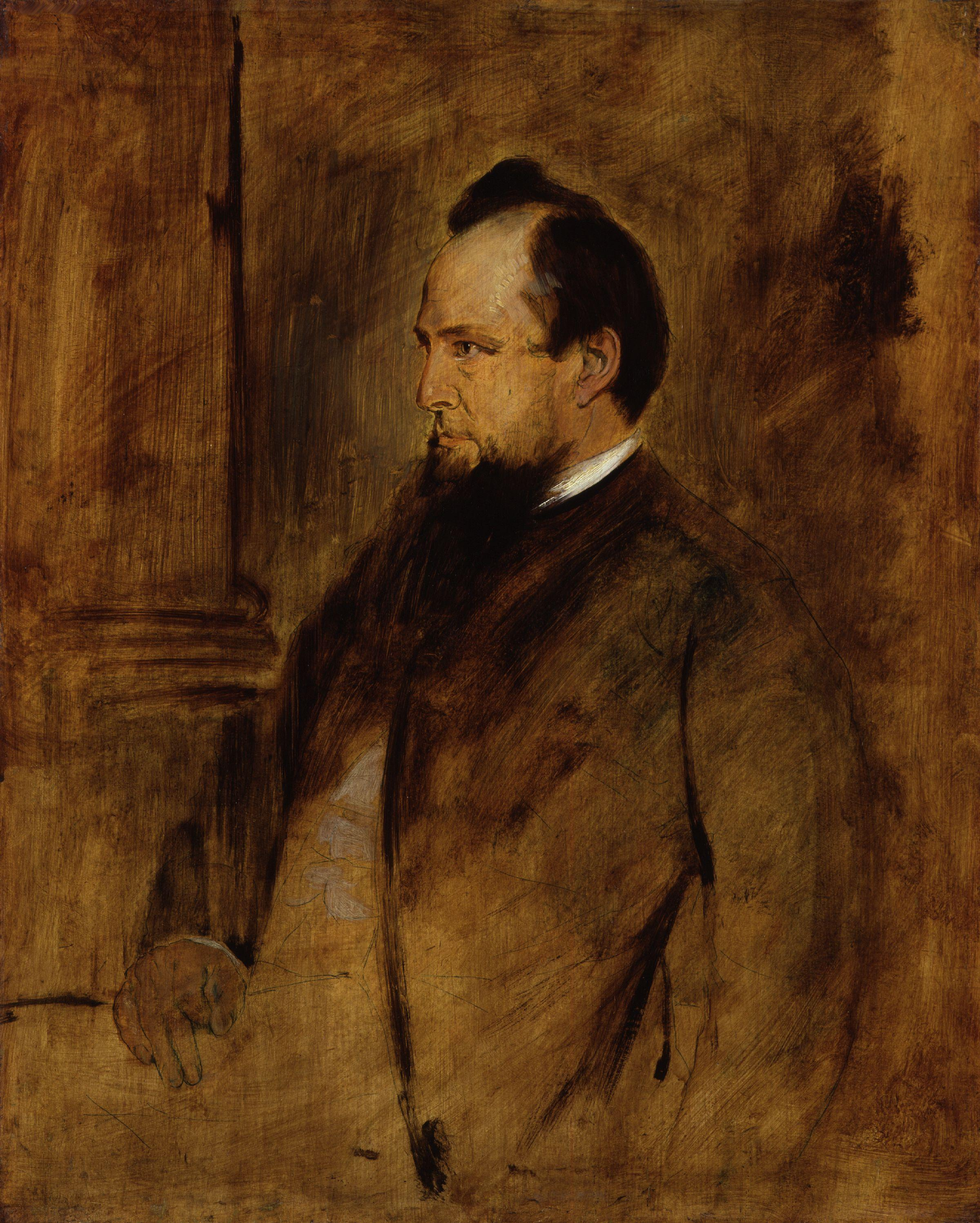
Ritratto dipinto da Franz Seraph von Lenbach.

Acton si interessò molto all'America, considerando la sua struttura federale il perfetto garante delle libertà individuali. Durante la Guerra civile americana (1861-1865), le sue simpatie andarono tutte ai Confederati, per la loro difesa degli States' Rights contro il governo centrale che, secondo tutti i precedenti storici, sarebbe inevitabilmente divenuto tirannico. Le sue note a Gladstone sull'argomento spinsero molti, nel governo Britannico, a simpatizzare con il Sud confederato. Dopo la resa del Sud scrisse a Robert E. Lee "I mourn for the stake which was lost at Richmond more deeply than I rejoice over that which was saved at Waterloo".

### Politica
Nel 1859, Sir John Acton si stabilì in Inghilterra, nella sua terra d'origine, Aldenham, nello Shropshire. Nello stesso anno, a soli 25 anni, fu eletto alla Camera dei Comuni nel collegio elettorale irlandese di Borough of Carlow. Tuttavia, non era un membro attivo e la sua carriera parlamentare terminò dopo le elezioni del 1865 quando, risultato primo nel collegio elettorale di Bridgnorth, perse il seggio dopo una verifica dello scrutinio.
Si presentò di nuovo per Bridgnorth nelle elezioni del 1868, ma inutilmente.
Fu un intimo amico del leader dei Liberal Lord Gladstone: i due intrattennero una costante corrispondenza e si manifestarono una grandissima stima reciproca. Matthew Arnold diceva che "Gladstone influenza tutto ciò che ha attorno tranne Acton; è Acton che influenza Gladstone". Nel 1869, Gladstone gli fece avere il rango di pari del regno con il titolo di Barone Acton (di conseguenza il titolo di baronetto fu assorbito). Nel 1892, quando i Liberal andarono al governo, Lord Acton fu nominato lord-in-waiting.

### Lord Acton e la Chiesa cattolica
In una lettera dell'aprile 1887 a Mandell Creighton (futuro vescovo anglicano di Londra), Acton scrisse la sua massima più famosa:
esiste una terza parte di questa massima, meno nota ma che potrebbe essere la più importante:
Nello stesso anno 1859, quando il futuro cardinale John Henry Newman si ritirò, Acton divenne comproprietario del mensile cattolico The Rambler. Nel 1862 fuse questo periodico nel Home and Foreign Review. I suoi contributi a queste pubblicazioni mostrarono subito la vastità delle sue conoscenze di storia. Sebbene fosse un sincero e fervente cattolico, il suo spirito di storico lo rese ostile all'Ultramontanismo, e la sua indipendenza di pensiero e l'ardente liberalismo lo portarono rapidamente in conflitto con la gerarchia cattolica. Sin dall'agosto 1862, il cardinale Wiseman censurò pubblicamente il Review.
Quando nel 1864, dopo l'appello di Döllinger al Congresso di Malines per un atteggiamento meno ostile nei confronti della critica storica, papa Pio IX pubblicò il Sillabo (testo che condanna tra l'altro il liberalismo), Acton sentì che c'era solo un modo per riconciliare la sua coscienza letteraria con la sua lealtà ecclesiastica: interruppe la pubblicazione del suo mensile. Continuò comunque a scrivere articoli per il North British Review che, precedentemente organo della Free Church scozzese, era stato acquistato da amici simpatizzanti, e che per qualche anno (fino al 1872, quando cessò di apparire) promosse attivamente gli interessi di un Liberalismo d'élite sia in campo temporale che ecclesiastico; inoltre, Acton diede molte conferenze di argomento storico.
Nel 1870 la Chiesa cattolica cadde in crisi a seguito della promulgazione da parte del papa Pio IX del dogma dell'infallibilità papale. Lord Acton, che a questo proposito era in completa sintonia con Ignaz von Döllinger, si recò a Roma per mettere in campo tutta la sua influenza contro tale promulgazione, ma il passo che tanto aveva temuto non poté essere evitato. Seguì lo scisma della Chiesa vetero-cattolica, cui Acton non aderì mai personalmente, rimanendo fedele alla Chiesa di Roma. Nel 1874, quando Gladstone pubblicò il suo pamphlet The Vatican Decrees contro il dogma dell'infallibilità papale, Lord Acton rispose, in novembre e dicembre, con quattro lettere al The Times, illustrando le idee di Gladstone con numerosi esempi storici di contraddizioni papali. Si pose così in aspro contrasto con le idee ultramontane, ma senza condividere le conclusioni di Gladstone e continuando a sostenere come la Chiesa Cattolica, in se stessa, fosse certamente migliore delle sue premesse implicite.
Le lettere di Acton produssero un'altra tempesta nel mondo del cattolicesimo inglese, il cardinale Manning tentò di farlo scomunicare, ma fu considerato prudente dalla Santa Sede lasciar correre. Nonostante le sue riserve egli considerava, la communion with Rome as dearer than life. Da allora in poi Acton evitò la polemica teologica; si dedicò con costanza alla lettura e allo studio, ma senza rinunciare alla vita di società: nonostante la sua dedizione agli studi, egli era un uomo di mondo e un uomo d'affari, non un topo di biblioteca. Dopo il 1879 divise il suo tempo fra Londra, Cannes e Tegernsee in Baviera, godendo della compagnia dei suoi amici.

### Riconoscimenti accademici
Nel 1872 gli fu conferita la Laurea honoris causa di Doctor of Philosophy dalla Università di Monaco di Baviera, nel 1888 anche Cambridge gli conferì la Laurea honoris causa di Doctor of Laws e nel 1889 ebbe da Oxford il titolo onorifico di Doctor of Civil Law. Infine, nel 1890, fu nominato membro dell'All Souls College di Oxford. Infine, nel 1895, alla morte di Sir John Seeley, Lord Rosebery lo nominò Regius Professor of Modern History a Cambridge. Fu una scelta eccellente: la sua conferenza inaugurale su The Study of History (Lo studio della storia), in seguito pubblicata con note che mostrano la sua vasta erudizione, destò grande impressione nell'università e l'influenza del nuovo professore negli studi storici si fece sentire in molte importanti direzioni. Egli tenne due importanti corsi sulla Rivoluzione francese e sulla Storia moderna, ma fu nei rapporti privati che l'effetto del suo insegnamento si fece maggiormente sentire.

### La morte
Lord Acton si ammalò nel 1901 e morì il 19 giugno 1902, a Tegernsee: gli successe nel titolo suo figlio, Richard. Subito dopo la morte, la sua impressionante biblioteca, composta da più di 59.000 volumi, molti dei quali pieni di sue annotazioni, fu acquistata da Andrew Carnegie e donata all'Università di Cambridge.

## Opera
Acton non ha mai portato a termine un solo libro. Pubblicazioni degne di nota sono:
- un saggio in Quarterly Review datato gennaio 1878 sulla "Democrazia in Europa";
- due conferenze tenute a Bridgnorth nel 1877 sulla "Storia della libertà nell'antichità" e sulla "Storia della libertà nella cristianità", che restarono le uniche parti messe insieme della sua a lungo progettata "Storia della libertà";
- un saggio sugli storici tedeschi moderni nel primo numero di English Historical Review, che egli contribuì anche a fondare (1886).

Negli anni successivi alla sua nomina alla cattedra di storia moderna a Cambridge (1895), Acton progettò la grande Cambridge Modern History, di cui vide pubblicato, in vita, solo il primo volume. Esercitò grandissima influenza attraverso le conferenze, i saggi, gli articoli e soprattutto i contatti personali con alcuni dei maggiori politici e intellettuali del suo tempo. Molti articoli, saggi e conferenze sono stati raccolti dopo la sua morte in Lectures on Modern History (1906), History of Freedom (1907) e Historical Essays and studies (1907). Alcuni testi sono stati ristampati in Essays on Freedom and Power (1948) ed Essays on Church and State (1952).

## Pensiero
Secondo Acton la storia umana è orientata verso una sempre maggiore libertà e questo sviluppo è dovuto al cristianesimo più che all'eredità greco-romana. La libertà procede parallelamente alla responsabilità ed è condizione necessaria per raggiungere fini spiritualmente elevati; quando il potere politico si arroga il diritto di comandare agli uomini i loro atti, li priva della loro responsabilità. La difesa della libertà è un imperativo morale, in quanto essa «non è un mezzo per un fine politico più alto, essa è il fine politico più alto. Non è per la realizzazione di una buona amministrazione pubblica che la libertà è necessaria, ma per garantire il perseguimento degli scopi più elevati della società civile e della vita privata».